# Brzojav
Brzojav (međunarodnica ili internacionalizam jest "telegraf" od grčke riječi tele, na daljinu, i graphein, pisati) uređaj je odnosno sustav za prijenos poruka na veliku udaljenost. Za razliku od telefona, brzojav ne prenosi glas nego pojedina slova uz pomoć određenog kôda. 

## Svjetlosni (optički)  brzojav
Prvi brzojavni sustavi su koristili optički prijenos poruka. Za vrijeme francuske revolucije, Claude Chappe, inženjer iz Lyona je izmislio i izgradio novi sustav koji se sastojao od niza tornjeva s pokretnim elementima kojima je upravljala ljudska posada. 
Svaki položaj pokretnih elemenata je odgovarao jednom slovu te su kodovi morali biti razmijenjeni prije prijenosa poruke. Tornjevi su bili izgrađeni na uzvišenjima i na razmjerno maloj udaljenosti kako bi se iz svakog tornja vidio prethodni i naredni toranj u nizu. Nakon što bi posada primijetila signale koje je slao jedan toranj, ponavljala bi te signale nakon određenog vremena. Posada narednog tornja bi primijetila ove signale i također ih ponavljala. Tako se poruka širila s jednog na drugi kraj niza. Ovaj sustav je omogućavao mnogo brži prijenos poruka u odnosu na dotad korištene kurire na konjima.
Problem ovih prvih brzojava je bio to što se nisu mogli koristiti po noći ili lošem vremenu, te što je u svakom tornju morao biti angažiran veliki broj ljudi.
Optički brzojavi se koriste i danas, naročito u moreplovstvu, gdje se za prijenos poruka na kratke udaljenosti koristi jak reflektor koji se naizmjenično pali i gasi. Ovo gašenje i paljenje svjetla odgovara određenom kôdu uz pomoć kojeg se prenosi poruka.

## Električni brzojav
Razvoj elektriciteta je stvorio osnove za električni brzojav. Samuel Morse je 1832. godine uspio razviti prvi jednostavni i stabilni električni sustav za prijenos poruka te je naredne godine za ovaj izum dobio i patent. Prvi pravi električni brzojav je povezivao London i Birmingham i izgrađen je 1838. godine.
Kod električnog brzojava su dvije točke između kojih se vrši prijenos poruke povezane električnom linijom. S obje strane ove električne crte se nalazi po jedna posebna sprava, od kojih jedna služi za slanje, a druga za primanja poruka. Za slanje poruke se kôd prenosi tako da se električni signali šalju električnom linijom. Ovi signali se registriraju s druge strane linije (obično uz pomoć papirne trake na koju se ispisuju primljeni simboli) i tako dolazi do prijenosa poruke.
Morse je za uporabu sa svojim uređajem izmislio poseban kôd u kojem se za svako slovo abecede koristi mješavina točaka i crta. Ovaj kôd (takozvani Morseov kôd) je još i danas u uporabi.